# Giày búp bê

Giày búp bê tại một cửa hàng ở Barcelona.

Giày búp bê có nguồn gốc từ giày múa ba lê, là kiểu giày rất linh hoạt và tiện dụng dành cho nữ (ở mọi lứa tuổi).. Giày búp bê sử dụng nhiều loại vải và thường là với một đế cao su rất mỏng. Có thể mang khi làm, dạo chơi, hay chỉ đơn thuần trong một buổi dạo phố vào một ngày đẹp trời.
Audrey Hepburn, biểu tượng thời trang và là người tiên phong khiến cho những đôi giày búp bê trở thành kiểu giày làm điên đảo phái nữ trên toàn thế giới, trong bộ phim Funny Face vào năm 1957.
Giày búp bê bước vào làng thời trang thế kỷ 16, mặc dù trong suốt lịch sử nổi tiếng của nó đã giảm xuống so với giày cao gót. Trong thế kỷ 20, nó đã tăng đáng kể về chức năng, thời trang, màu sắc, kết cấu và xu hướng.